# Philippe Blanchard
Philippe Blanchard, född 1968 i Frankrike, är en fransk-svensk dansare och koreograf. Han har dansat för flera av världens främsta danskompanier såsom Nederlands Dans Theater och Batsheva Dance Company.

## Biografi
År 1991 kom han till Sverige och dansade för Cullbergbaletten. Tre år senare lämnade han kompaniet för att satsa på sitt eget skapande. Sedan dess har Blanchard gjort ett antal framgångsrika produktioner, såväl med sina egna dansare som för danskompanier i Sverige och utomlands. 
År 2000 etablerade han kompaniet Adekwhat i Stockholm, som är en av de äldre fria dansgrupperna i Sverige. Under 2001 höll han posten som huskoreograf på Dansens Hus i Stockholm.

## Föreställningar
- 1995 Les Eveilles
- 1996 (Bagnolet)
- 1998 Transes Formation
- 1998 Air Bag
- 2001 Noodles
- 2002 Qui Pro Quo
- 2004 Yet
- 2006 One's a Company, Two's a Crowd
- 2008 Bit's of Bobs Life
- 2010 How About You?
- 2014 This Is That